# Roberto Felices
Roberto Felices (ur. ? – zm. ?) – argentyński piłkarz, grający podczas kariery na pozycji pomocnika, jak również obrońcy i napastnika.

## Kariera klubowa
Roberto Felices piłkarską karierę rozpoczął w drugoligowym klubie Honor y Patria Buenos Aires. W latach 1915–1925 występował w Gimnasii La Plata. W 1926 był zawodnikiem beniaminka ligi argentyńskiej Sportivo Balcarce Buenos Aires.

## Kariera reprezentacyjna
Jedyny raz w reprezentacji Argentyny Felices wystąpił 22 maja 1919 w wygranym 4-1 meczu z Chile podczas Mistrzostw Ameryki Południowej.